# Driver (Schiff, 1841)
Das Kriegsschiff HMS Driver war das erste Dampfschiff, welches die Erde umrundete.
Es verließ Großbritannien am 16. März 1842 und erledigte auf seiner Fahrt militärische sowie regierungsamtliche Aufträge. So war das Schiff in China zeitweise in den Verkehr zwischen mehreren Häfen eingebunden und zum Bekämpfen der Piraterie in ostindischen Gewässern eingesetzt. Außerdem spielten Besatzung und Schiff eine Rolle bei einem Māoriaufstand in Neuseeland. Am 14. Mai 1847 vollendete das Dampfschiff seine Fahrt um die Welt an seinem Ankerplatz in Spithead an der Küste von Hampshire.
Das Schiff der Royal Navy wurde 1840 vom Stapel gelassen und erlitt am 3. August 1861 vor Mayaguana Schiffbruch.

## Ausstattung
Die Driver war ein Raddampfer von 1.058 Tonnen, mit Maschinen von 280 Pferdestärken; er war als Brigg geriggt. Das Schiff verfügte über vier große Geschütze: zwei 68-Pfünder und zwei 34-Pfünder. Eine andere Quelle gibt an, der Dampfer sei mit sechs Geschützen bewaffnet gewesen. Die Mannschaft zählte 175 Offiziere und Männer. Seine Galionsfigur erregte viel Aufmerksamkeit: Sie stellte einen altenglischen Postkutscher mit Übermantel und Peitsche dar.

## Einsatz in Neuseeland

### Auf dem Wege dorthin
Der Dampfer hatte davor an der Unterdrückung von Piraterie in ostindischen Gewässern teilgenommen und war einige Zeit in China stationiert. Am 4. Dezember 1845 kam die Driver als erstes Dampfschiff in Fremantle in Westaustralien an. Als Rauch am Horizont bemerkt wurde, dachte man zunächst, ein Schiff brenne. Erst als das Fahrzeug in Sichtweite kam, wurde klar, dass sich ein durch Dampfkraft angetriebenes Schiff näherte.
Das Kriegsschiff kam unerwartet am 10. Januar 1846 in Sydney auf dem Weg über Fremantle am Swan River und das tasmanische Hobart an. Es sollte hier Proviant und Brennstoff aufnehmen, um seine Weiterfahrt nach Neuseeland vorzubereiten.
Da die benötigte Kohlenmenge in Sydney nicht zu kaufen war, stellte sich die Frage, ob die Driver selbst nach Newcastle fahren sollte. Wegen Zweifeln hinsichtlich Sicherheit und des Tiefgangs eines Schiffes dieser Größe wurde entschieden, kleinere Schiffe zu entsenden, die Kohlen für den Dampfer nach Sydney holen sollten. Man rechnete daher mit einer Liegezeit von über einer Woche. Die Driver benötigte 500 Tonnen Kohle für die Fahrt nach Neuseeland.
Am 15. Januar verließ die Driver um 2 Uhr nachts überraschend den Hafen. Kurz vorher war ein großes Kohlentransportschiff aus Newcastle eingetroffen und hatte das Kriegsschiff beliefert. Tender wurden angewiesen, 500 Tonnen Kohle nach Auckland zum Verbrauch durch die Driver zu transportieren. Das Kriegsschiff nahm auf seine Fahrt 5.000 £ in Gold und 5.000 £ in Silber für die Kolonialverwaltung von Neuseeland mit.

### Aktivitäten
Am 20. Januar erreichte die Driver als erstes Dampfschiff Auckland.
In Neuseeland wurde die Driver für militärische Aufgaben vor und während eines Māoriaufstands eingesetzt. So transportierte der Dampfer am 3. Februar 1846 gemeinsam mit den Fregatten Castor and Calliope, der Regierungs-Brigg Victoria und der Bark Slains Castle knapp 600 Soldaten von Auckland nach Wellington.
Das Aufsehen, das die Ankunft eines so großen Korps britischer Soldaten auslöste – die koloniale Streitmacht wuchs dadurch in Wellington auf fast achthundert Mann an –, wurde durch das Schauspiel des Dampfschiffes noch erhöht. Die Driver war der erste Dampfer im Hafen. Für viele Kolonisten war er ein wundervolles Fahrzeug. Er überraschte die Māori, die sich versammelten, um das merkwürdige Schiff der Fremden zu bestaunen, das mit Feuer in seinem Inneren fuhr und leicht und schnell gegen Wind und Gezeiten ankämpfte.
Als geraume Zeit später die Nachrichten des Konflikts mit den Māori im Hutt Valley den Gouverneur George Edward Grey in Wellington erreichten, beauftragte er die Driver, den Anker zu lichten und Truppen zu befördern. Zusammen mit der Fregatte Calliope und der Bark Slains Castle fuhr der Dampfer am 9. April die Küste hinauf nach Porirua, wo die Einheiten an Land gingen.
Ein entscheidender Faktor in der Befriedung des Wellington-Distrikts war die Gefangennahme des höchsten Māorihäuptlings Te Rauparaha. Nach einer Weisung des Gouverneurs Grey verübte eine Gruppe von Matrosen der Driver einen heimlichen mitternächtlichen Überfall auf Taupo Pa bei Porirua am 22. Juli 1846 und Te Rauparaha wurde unter dem Vorwurf des Verrates festgenommen. Er wurde auf der Calliope zur Freude der Kolonialregierung unter Bewachung gehalten, aber mehr als Gast denn als Kriegsgefangener behandelt. Als nach einigen Monaten der Distrikt befriedet war, wurde er freigelassen und bereitete keinen weiteren Ärger.

## Sonstiges
Ein Mann namens Ingwood, der als Matrose an Bord der Driver Dienst tat, war der erste Europäer, der in Hongkong wegen Mordes gehängt wurde. Er hatte einen anderen Europäer, seinen einstigen Zechkumpan, von einem Sampan ins Wasser geworfen und zugesehen, wie er ertrank.